# Bojongkasih
Bojongkasih is een bestuurslaag in het regentschap Cianjur van de provincie West-Java, Indonesië. Bojongkasih telt 6168 inwoners (volkstelling 2010).